# Jaquette (livre)
Pour l’article homonyme, voir Jaquette.

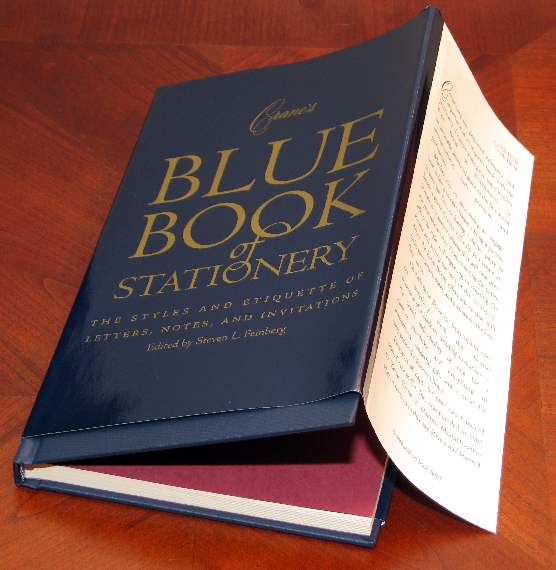
Une jaquette dont le rabat est partiellement déplié.

La jaquette est une enveloppe de papier, imprimée ou non, destinée à protéger un livre. Elle comprend généralement deux rabats repliés sur les contre-plats de la couverture.
Par extension, on appelle également jaquettes les couvertures souples et amovibles destinés à protéger les CD, les DVD, les boîtes de jeux vidéo et plus généralement tous les documents au moment de leur commercialisation.

## Étymologie
JAQUETTE n.f. est employé de manière relative à un objet couvrant, en l'occurrence la chemise protégeant la couverture d'un livre (1854).

JAQUETTE est un emprunt sémantique de 1951 à l'anglais jacket (1930), lui-même emprunté dans un sens vestimentaire (1462) au moyen français jaquet, jacquet.

## Histoire
C'est dans la deuxième moitié du XIXe siècle qu'apparaissent les chemises de protection amovibles. Auparavant, les livres étaient le plus souvent reliés et richement décorés (dorures, cuir, fioritures, etc.) soit par l'éditeur, soit par l'acheteur lui-même qui achetait le cahier brut et le portait chez un relieur. 
Pour des raisons d’économie liées le plus souvent à un contexte de crise économique et/ou de guerre, les maisons d’éditions commencent à publier des livres à reliure peu ornée. Pour dissimuler la sobriété des volumes, elles ont l'idée de les recouvrir d'une enveloppe en papier. 
À partir de 1920, les jaquettes portent une illustration en couleur.

Au fur et à mesure qu'elles deviennent plus attrayantes que les reliures, de plus en plus de personnes commencent à garder les jaquettes dans leurs livres, tout du moins jusqu'à ce qu'elles soient souillées, déchirées ou usées. L'élément qui indique le moment à partir duquel les jaquettes ne sont plus jetées mais conservées, est l'emplacement du prix du livre : imprimé au départ au dos du livre à partir de 1910, le prix est déplacé sur l'un des rabats de la jaquette, sur le coin inférieur, de sorte qu'en cas de cadeau, l'acheteur puisse aisément détacher le prix sans abîmer la jaquette.